# Eupalaestrus campestratus
Eupalaestrus campestratus är en spindelart som först beskrevs av Simon 1891.  Eupalaestrus campestratus ingår i släktet Eupalaestrus och familjen fågelspindlar. Inga underarter finns listade i Catalogue of Life.